# Swan (regista)
Swan Bergman (Bologna, 25 settembre 1968) è un regista e sceneggiatore italiano.

## Biografia
Swan (Bergman) comincia la sua attività di regista negli anni ottanta, fondando anni dopo una propria casa di produzione. Sue le regie live dei seguenti tour di  Vasco Rossi: Rewind tour (1999), Stupido Hotel tour (2001), Vasco @ S.Siro 03 (2003), Buoni o Cattivi tour (2004-2005), Vasco Live 2007 (2007), Vasco.08 Live in concert (2008), Tour Europe indoor (2009 - 2010), Vasco Live Kom '011 (2011), Vasco Live Kom '013 (2013), Vasco Live Kom '014 (2014), Vasco Live Kom '015 (2015). Vasco live kom 016 ROMA.
Ha inoltre lavorato per diverse agenzie (Mc Cann Erickson, Z&lig advertising, Aldo Biasi Comunicazione) e prodotto e realizzato contenuti per la telefonia mobile (spot e format) oltre che "viral spot" per internet.
Tra gli spot pubblicitari e spot Viral più recenti: Pierre Cardin, Felce Azzurra Natura, Bartolini corriere espresso, la qualità si fa strada", Chinò, scopri il tuo lato oscuro", Gillette Fusion Campagna viral "In ritiro con Gattuso", Alice Video: "Pinocchio", "Dinamicol", "Televendita", Europe Assistance, Vertical Vision, Cesvi, Candy, Lottomatica, Try change.
Nel campo dei nuovi media ha realizzato i "templates" per tutto il mondo (short video per telefonia cellulare) per Nokia (serie 7650)
Ha realizzato probabilmente la prima video-diretta al mondo per cellulari con tecnologia umts, di un evento live musicale in occasione della data del tour di Vasco Rossi "Buoni o cattivi" nella location di Catanzaro (25 settembre 2004).
Nel corso della sua carriera, ha realizzato centinaia di videoclip per artisti nazionali ed internazionali.
Il 5 settembre 2011 il video Manifesto futurista della nuova umanità riceve il "Premio Speciale Italia" consegnato al Future Film Festival al regista Swan «Per il riuscito collage di diverse tecniche del passato integrate a quelle moderne: la prospettiva forzata, le scenografie ricostruite, i modelli in scala su paesaggi reali e i modelli in scala su paesaggi sintetici si integrano con green screen e tracking, animazione 2D e compositing. Una tecnologia asservita al significato, che dona al video un grande valore creativo e poetico.»
Ha curato la direzione artistica di "Square Theatre Show", evento con accesso gratuito in Piazza Maggiore a Bologna, in cui veniva proiettato un concerto live dell'artista Vasco Rossi.

## Videoclip (parziale)
- Botero feat. Cecilia Gasdia - Non è peccato (2005)
- Deep Swing - In the Music (2001)
- Diva Scarlet - Vuoi (2004)
- Dj Matrix - Nonmibbasta (con Rudeejay e Da Brozz feat. Nashley) (2019)
- Esterina - Baciapile (2007)
- Frontiera - Sara (2004)
- Glaam - Il Sole (2006), L'inferno e il paradiso (2007)
- Interferenze - Indelebile (2006)
- Laura Bono - Tutto ha una spiegazione (2005), Invidia (2006)
- Litfiba - Mr. Hyde (2001), Larasong (2003)
- Matteo Macchioni - Armi fragili (2023)
- Manuel Auteri - Siamo musica (2014)
- Paolo Conte - Molto lontano (2004)
- Patty Pravo - La Luna (2012)
- Prezioso feat. Marvin - Emergency 911 (2000), Let's Talk About a Man (2001), Voglio vederti danzare (2003)
- Potaporco - In vacanza (2017)
- Punkreas - Sosta (2000), Terzo mondo (2000), Canapa (2002)
- Resound - Va tutto bene (2006)
- Riaffiora - Alla fine[2] (2007) [seconda versione]
- Shanti - Cry (2003)
- Simone - Il mondo che non c'è (2004), Niente da perdere (2007)
- Spacca il Silenzio! - Leggendo di Lou Reed (2007)
- Terzobinario - S.O.S. (2007)
- Tying Tiffany - I'm Not a Peach[3] (2005), I Wanna Be Your Mp3[3] (2007)
- Vasco Rossi - La fine del millennio (1999), Siamo soli (2001), Ti prendo e ti porto via (2001), Come stai[4] (2004) [seconda versione], Basta poco (2007), Gioca con me (2008), Vieni qui (2009), Colpa del whisky (2009), Sto pensando a te (2009), Un gran bel film (2010), Manifesto futurista della nuova umanità (2011), Stammi vicino (2011), Dannate nuvole (2014), Sono innocente ma... (2015)

## DVD
- Live Kom 011: The Complete Edition – Vasco Rossi
- Tracks 2 - Inediti & rarità
- Il mondo che vorrei – Vasco Rossi
- Visto dal Komandante – Vasco Rossi[5]
- Vasco@olimpico.07 – Vasco Rossi
- Buoni o cattivi Live Anthology 04.05 – Vasco Rossi (record di vendite nei DVD musicali in Italia - fonte FIMI)
- Le Mie Canzoni – Vasco Rossi
- Canzoni per parrucchiere – Stadio
- Hip-Hop Motel – Hip Hop Mix
- Red Bull Flugtag 2004

## Film
- A Quarter to the Show (in anteprima alla mostra Vasco Rossi 3d)
- Die Skrupellosen (in lingua tedesca) selezione ufficiale al festival internazionale del cinema di San Paolo in Brasile
- Transgenic Love (cortometraggio)
- Snowflake (cortometraggio)
- Searching the blue (cortometraggio ) presentato al MIDEM a CANNES
- Flora - nature is screaming in your soul" (lungometraggio)
- E (primo film interattivo italiano per le tv on demand) tra gli interpreti : Gabriele Cirilli e Linus.
- Homines Dicti Walser (documentario)
- Spirito Libero (docu-fiction in coo-autoralità e regia sullo stilista Elio Fiorucci)

Ha realizzato svariati spot pubblicitari con le più importanti agenzie ed anche diverse pubblicità progresso per AISM (Associazione Italiana Sclerosi Multipla)
- Una mela per la vita con Daria Bignardi (2005)
- Una mela per la vita con Gianluca Zambrotta (2007)
- Gardenia con Simona Ventura (2007)
- Gardenia con Carla Signoris (2008)
- Una mela per la vita con Gianluca Zambrotta (2008)
- Gardenia con Marianna Morandi (2011)
- Una mela per la vita con Roberto Vecchioni (2011)
- Una mela per la vita con Alessandro Borghese (2014)
- Gardenia con Annalisa (2017)
- Gardenia con Paola Marella (2017)